# 당신이 그리워질때
《당신이 그리워질때》는 1993년 9월 13일부터 이듬해 12월 30일까지 방영된 한국방송공사 1TV 일일연속극으로, 신·구 세대로 차별되는 여인 3대가 한 집에 살면서 겪게 되는 갈등과 화해를 그렸다.

## 기획 의도
자기 일만 고집하던 신세대 여성이 전통을 중요시하는 시댁에 살게 되면서 새롭게 사회를 이해하고 일과 가정을 양립시키는 법을 터득하는 과정을 담았다.

## 등장 인물

### 주요 인물
- 박지영(유신희)

유 교수의 차녀. 인테리어 디자이너로 직장 생활 3년째. 자기 주장이 분명한 신세대 여성. 3년 남짓 교제해온 남자친구 지환이 결혼과 함께 전업주부가 될 것을 요구하자 과감하게 헤어진다. 자신의 일을 존중해주겠다는 명준의 말에 선뜻 그와 결혼하고, 직장 생활을 계속하면서 가사와 육아에서 해방되기 위해 의도적으로 시댁 동거를 자청한다. 그러나 전통적 가치관이 뿌리 깊은 시댁에 살면서 예상치 못했던 일들을 겪는다. 지환과의 과거를 숨기고, 남편 몰래 피임약을 먹는 등 남편 명준과 갈등을 빚으며, 예상치 못한 시어머니의 분가 명령에 육아 문제로 골머리를 앓는다. 갈등 끝에 직장 사퇴를 선언하지만 시어머니의 배려로 직장 일과 육아를 병행할 수 있게 된다.
- 김규철(이명준)

이완호·서정숙 부부의 장남. 명문대 출신 엘리트지만 세상사에는 융통성 없는 인물로 순수하고 내성적인 수재형. 친구 상도의 소개로 만난 신희에게 적극적으로 애정을 표현한다. 결혼 후에도 신희의 일을 존중해줄 것을 약속하며 신희하고 결혼에 골인한다. 아내 신희와 지환이 과거 연인 사이였음을 알게 되자 분노하고 신희가 유산까지 하자 충격을 받지만, 화해하고 딸 단비를 얻게 된다. 분가를 했음에도 직장 일 때문에 육아엔 소홀한 신희에게 직장을 그만둘 것을 요구하나 결국은 아내의 직장 일을 응원한다.
- 김명수(오지환)

오 사장·황 여사 부부의 아들. 신희하고 3년 간 교제해온 남자친구. 다른 여자와 외도를 저지른 것도 모자라 결혼과 함께 직장생활을 그만할 것을 요구하다 신희에게 이별 통보를 받는다. 아내 명지와 함께 황 여사와 오 사장을 화해시키기 위해 애쓴다. 결혼 후에도 여자 문제를 일으켜 아내 명지를 가출하게 만든다. 명지와 아들 현기를 얻지만 아들의 건강 문제로 걱정한다.
- 유하영(이명지)

이완호·서정숙 부부의 외딸. 불문학 전공 여대생. 보수적인 집안의 외동딸로 자랐지만 당차고 발랄한 성격. 올케 신희하고 지환이 과거 연인 사이였다는 것을 알면서도 지환에게 적극적으로 접근하여 결혼에 성공한다. 황 여사가 가출하자 집에 돌아올 것을 권유하고, 시아버지 오 사장처럼 지환이 여자 문제가 복잡하지 않을까 의심한다. 시아버지가 돌아가시자 시어머니의 분가 권유에도 딱잘라 거절하며 같이 살 것을 고집한다.

### 신희네
- 임동진(유 교수)

은희, 신희, 민희 자매의 아버지. 홀아비. 주 여사의 적극적인 애정 공세를 받지만 이내 헤어지고, 현주하고 결혼한다.
- 박현숙(유은희)

신희의 언니. 고생하는 장녀로 연극에 출연하는 배우이다. 동생들에게 일을 시키지 않으려 스스로 집안일을 도맡는다. 홀로 된 지 오래인 아버지의 재혼을 걱정한다. 같이 연극 일을 하는 배우 도엽과의 연애를 반대하는 유 교수의 말에 가출한다. 결국 도엽하고 결혼식을 올린다.
- 박영희(유민희)

신희의 동생. 대입 수능 준비생으로 입시에 탈락하여 대학 진학이 무산되자 미용 학원에 다닌다. 어머니의 죽음 이후 자신에게 무관심한 가족들에 대한 원망을 갖고 있다.
- 김혜정(유승옥)

은희, 신희, 민희 자매의 고모이자 유 교수의 여동생.
- 김병기(윤성구)

승옥의 남편. 은희, 신희, 민희 고모부. 공처가. 친구 복선하고의 관계로 아내하고 잦은 갈등을 겪는다.

### 명준네
- 여운계(최 여사)

완호의 어머니이자 정숙의 엄한 시어머니. 20대 초에 홀로 되어 삯바느질로 아들 완호를 키웠다. 며느리 서 여사와 달리 명랑한 손주 며느리 신희를 아낀다.
- 김무생(이완호)

명준, 명지, 명훈 남매의 아버지. 공장 경영. 어머니에겐 효자이나 아내와 자식에겐 무능한 50대의 아들. 아내를 무시하고 타박하며, 아들들을 강압적으로 대한다. 명준 부부의 분가를 반대한다. 명훈의 연기 일을 반대하다 삐삐를 사주면서 3년 안에 성공하라 격려한다.
- 김윤경(서정숙)

명준, 명지, 명훈 남매의 어머니. 엄한 시어머니와 무관심한 남편 밑에서 오직 아들에게만 애정을 쏟는다. 변변치 않은 혼수를 해온 데다 직장 일을 중요시 여기는 며느리 신희와 갈등을 빚는다. 무뚝뚝한 남편과 달리 아내에게 자상한 아들 명준에게 배신감을 느껴 한동안 가출 소동을 벌이기도 한다. 뒤늦게 자아 찾기에 나서 슈퍼마켓에 취직하고, 손자를 못 봐준다며 아들 부부를 분가시킨다. 신희가 둘째를 임신하자 신희가 직장에서 인정받고 있다는 사실을 다시금 깨닫고, 아들 내외를 다시 불러들여 결국 육아를 맡아준다.
- 김호진(이명훈)

명준의 남동생으로 집안의 막내아들. 탤런트 지망생. 집안의 패물을 훔치는 등 집안 어른들을 속을 썩인다. 공장에 나와서 일하라는 아버지의 반대에도 불구하고 탤런트 시험에 합격한다. 은희와 함께 같은 연극에 출연한다.

### 지환네
- 반효정(황 여사)

지환의 어머니. 남편하고 자주 갈등을 빚다 남편의 외도 사실을 알고 가출한다. 며느리마저 아들의 여자 문제로 가출을 하자 남편을 원망하며 이혼 의사를 표현한다. 남편의 투병 사실을 알게 되고, 자신이 죽거든 재혼하라는 남편의 말에 가슴 아파한다. 남편의 죽음 이후 식음을 전폐하다 아들 부부에게 이사를 가자 제안한다.
- 남일우(오 사장)

지환의 아버지. 의류업체 사장. 아내 몰래 5년여 동안이나 두 집 살림을 하고 있다. 병원 신세를 지게 된 아내 황 여사를 지극정성으로 간호하면서 아내와 화해한다. 암에 걸린 사실을 알게 되고, 혼자 괴로워하다 가족들과 함께 떠난 마지막 여행에서 세상을 떠난다.

### 그 외 인물
- 김영애(현주)

신희의 회사 실장. 용재의 전처로 유 교수의 연인. 후에 유 교수와 재혼한다. 혼수를 장만하는 은희에게 한복을 선물하는 등 세 자매의 엄마가 되어준다. 아들 태현이 대학에 들어가면 아버지 용재와 함께 살겠다 선언하자 서운함을 느낀다.
- 이민우(태현)

현주의 아들. 민희의 친구로 수능 준비생. 엄마의 재혼을 권유한다. 자신을 데리러 온 아버지에게 엄마와 살 뜻을 확실히 밝히지만 엄마에게 방해가 되지 않기 위해 아버지와 살기로 결심한다.
- 홍성민(장 노인)

효준과 효선의 아버지. 최 여사와 친분이 있으며 최 여사네 집에 잠시 거주한다. 자식들이 서로 모시지 않으려고 하자, 최 여사네 식구들과 인사를 나눈 뒤 양로원으로 떠난다.
- 안승훈(상도)

신희의 회사 선배. 은희와 만남을 갖지만 결별한다. 영덕에게 적극적으로 구애하여 동거를 시작하고 결국 결혼에 골인한다.
- 이미경(영덕)

신희의 회사 선배. 상도에게 마음이 있지만 표현하지 못한다. 상도의 적극적인 구애에 빗장을 풀고 동거를 시작한다.
- 박민아 : 신희의 후배 디자이너
- 임병기(장효준) : 장 노인 아들
- 박성미(장효선) : 장 노인 딸
- 장정희(현자) : 오 사장 내연녀
- 이정윤(지연) : 현자의 딸
- 김광영, 김일우, 봉혜선, 서영애, 안대용, 양재성, 오지영, 이동신, 이종만, 천호진, 최호진, 황덕재

## 연장
- 당초 1994년 봄 개편 때 종영하려던 것을, 6월 말까지 연장하고 후속작으로는 <딸부잣집>을 편성할 계획이었다. 그러나 2TV 주말극 <남자는 외로워> 후속으로 기획된 <바람은 불어도>가 작가와 연출자 간의 마찰로 인해 편성이 백지화되자, KBS는 1994년 6월 말 종영 예정이었던 <남자는 외로워>를 2달 늘린 8월 말에 끝내고 후속으로 <딸부잣집>을 편성하였다.
- 이렇게 되자 KBS는 해당 드라마를 94년 8월 말에 끝내기로 계획을 수정하였으나[3], 후속 편성 예정작인 <그대에게 가는 길>이 갑작스럽게 2TV 일일극으로 변경되자, 후속 드라마의 준비에 차질이 생겨 또 3달을 늘린 1994년 12월 말까지 연장하였다.
- 이 덕에 해당 드라마는 전무후무한 최장기 방송 기록(313회)을 세웠다(1994년 12월 13일 300회 돌파).
- 현재까지 방송된 일일연속극 중에도 본 기록을 깬 드라마가 없다.

## 수상

### 1993년
- 1993년 KBS 연기대상 여자 인기상 박지영
- 1993년 KBS 연기대상 남자 신인 연기상 김규철

### 1994년
- 1994년 이화여대부설 가족문화연구회 가족문화상[4]
- 1994년 KBS 연기대상 여자 최우수 연기상 김윤경
- 1994년 KBS 연기대상 여자 우수 연기상 박지영
- 1994년 KBS 연기대상 남자 인기상 김규철

### 1995년
- 1995년 제31회 백상예술대상 TV부문 여자 최우수 연기상 김윤경
- 1995년 제31회 백상예술대상 TV부문 극본상 이금림
- 1995년 제22회 한국방송대상 탤런트상 김윤경

## 참고 사항
- 줄곧 시추에이션 드라마만 연출해 온 PD 이영희의 첫 연속극 연출작이다.
- MBC를 거쳐 SBS에서 활동해 온 박지영이 해당 작품을 통해 첫 KBS 드라마 출연을 했는데[5] 박지영(유신희 역) 외에도 MBC 공채 탤런트 출신 김무생(이완호 역)[6], 김명수(오지환 역) 등이 해당 작품을 통해 KBS 나들이를 했다.
- 1994년 7월 13일에 200회를 맞이하였다.
- 박지영은 드라마가 한창 방영 중인 1994년 10월 30일에 결혼하였다.[7]
- 서정숙 역의 김윤경을 통해 자식들로부터 독립을 원하는 새로운 노인상을 그려나가 화제가 되었다.[8] 김윤경은 해당 드라마를 통해 큰 인기를 얻었으며, KBS 연기대상, 백상예술대상, 한국방송대상 시상식에서 수상하는 쾌거를 이뤘다.
- 취업주부의 육아, 부부 간의 갈등, 자녀의 공부, 재혼 가정 등의 소재로 사회문제를 공감할 수 있게 다루며 재미와 유익함을 동시에 주었다는 평가를 받았다.[9]
- 가장 일상적인 소재로 평균시청률 25%를 유지하였으며[10], 미국에서도 미주한국방송(KTE)를 통해 주 2회 인기리에 방영되었다. 미국의 유력지 로스앤젤레스 타임스의 호평을 받기도 하였다.[11]
- 한 가장의 불륜, 한 남자의 전 여자친구와 부인이 시누이-올케 사이로 설정되는 등 비윤리적이고 자극적인 상황 설정으로 비판을 받았다.[12][13]
- 김무생은 해당 드라마에서의 흡연 장면으로 금연의 날(5월 31일) 행사에서 흡연탤런트 1위에 선정되었다.[14]